# Brochocińska Góra
Brochocińska Góra – wzgórze (wzniesienie) w paśmie Wzgórz Trzebnickich, o wysokości bezwzględnej 220,0 m n.p.m., położone w Gminie Trzebnica, powiecie trzebnickim, województwie dolnośląskim. Wzniesienie należy do mikroregionu Grzbietu Trzebnickiego, a jego obrębie Brochocińska Góra położona jest w ramach Południowego Grzbietu stanowiącego część Pasma Południowego.

## Położenie
Brochocińska Góra położona jest w obrębie Wzgórz Trzebnickich, będących mezoregionem o identyfikatorze 318.44 (według regionalizacji fizycznogeograficznej opracowanej przez Jerzego Kondrackiego), należących do Wału Trzebnickiego (makroregion o indeksie 318.4). W ramach tych Wzgórz Trzebnickich wyróżnia się także mikroregion obejmujący Brochocińską Górę – Grzbiet Trzebnicki (indeks 318.444). Pasmo wzniesień obejmujące to wzgórze nazywane jest Południowym Grzbietem, który stanowi z kolei część Pasma Południowego.
Pod względem podziału administracyjnego jest ona położony w Gminy Trzebnica, powiecie trzebnickim, województwie dolnośląskim (zobacz: podział administracyjny województwa dolnośląskiego). Wierzchołek wzniesienia leży w obrębie ewidencyjnym wsi Brochocin, która znajduje się na północ i wschód od niego.

## Charakterystyka
Wierzchołek tego wniesienia położony jest na wysokości bezwzględnej wynoszącej 220,0 m n.p.m.. Pod względem zagospodarowania okolice wierzchołka to użytki rolne, takie jak pola, łąki i sady. Natomiast część zboczy i podnóży masywu częściowo pokryte są także niewielkimi lasami oraz zadrzewieniami śródpolnymi.

## Nazwa
Nazwa własna – Brochocińska Góra – jest nazwą urzędową, gdyż została ustalona i ujęta w państwowym rejestrze nazw geograficznych na podstawie zarządzenia wydanego przez Prezesa Rady Ministrów z dnia 30 marca 1954 r. nr 70, Monitor Polski z 1954 r. nr 38, poz. 516. Odnosi się do ukształtowania terenu określonego jako wzgórze, wzniesienie. W rejestrze tym przypisano jej identyfikator: PRNG – 206522, identyfikator IIP – PL.PZGiK.320.NGRP.206522. Podaje on następujące współrzędne geograficzne punktu głównego wzniesienia: szerokość geograficzna – 51°16'30" N, długość geograficzna – 17°05'07" E. Nazwa ta została ujęta w rejestrze dnia 10.02.2015 r.. Przed II wojną światową wzgórze nosiło nazwę Moltke Höhe upamiętniającą marszałka pruskiego Helmuta Moltke.